# نپادوتانت
نپادوتانت (انگلیسی: Nepadutant) یک داروی سیکلوهگزاپپتید دو حلقه‌ای گلیکوزیله است که به عنوان آنتاگونیست گیرنده NK2 بسیار انتخابی عمل می‌کند. این دارو برای درمان اختلالات عملکردی دستگاه گوارش و آسم مورد بررسی قرار گرفت، اما هرگز به بازار عرضه نشد.